# Samsung Galaxy Camera

Samsung Galaxy Camera là máy ảnh compact chạy hệ điều hành Android. Samsung công bố máy ảnh vào tháng 8 năm 2012, với khẩu hiệu "Camera. Reborn." Thiết bị chính thức phát hành vào 8 tháng 11 năm 2012, bán trực tuyến trên mạng vào 7 tháng 11.

## Thông số kỹ thuật
Máy ảnh 16 megapixel cảm biến CMOS và ống len zoom quang học 21x, cũng như kết nối Wi-Fi và 3G, và thiết bị thu GPS giúp cho máy ảnh có thể gắn thẻ địa lý. Nó chạy Android 4.1 "Jelly Bean" và nó cho phép chỉnh sửa và chia sẻ trực tuyến hoặc lưu trữ hình ảnh hoặc video. Giống như các thiết bị Android khác, các phần mềm có thể tải xuống từ Google Play. Tuy nhiên, không thể thực hiện cuộc gọi trên Galaxy Camera. Tính năng này được cung cấp trên người kế nhiệm của nó, Samsung Galaxy S4 Zoom.

## Marketing
Để quảng bá Galaxy Camera, Samsung phát hành video trên kênh YouTube của họ, James Franco sẽ trình diễn các tính năng của máy ảnh.

## Có sẵn
Vào 4 tháng 10 năm 2012, nhà cung cấp dịch vụ không dây Mỹ AT&T công bố sẽ bán Galaxy Camera thông qua các đại lý bán lẻ vào 16 tháng 11.
Vào 11 tháng 12 năm 2012, Verizon công bố rằng cũng sẽ bán Galaxy Camera. Nó là máy ảnh 4G LTE đầu tiên.

## Hình ảnh

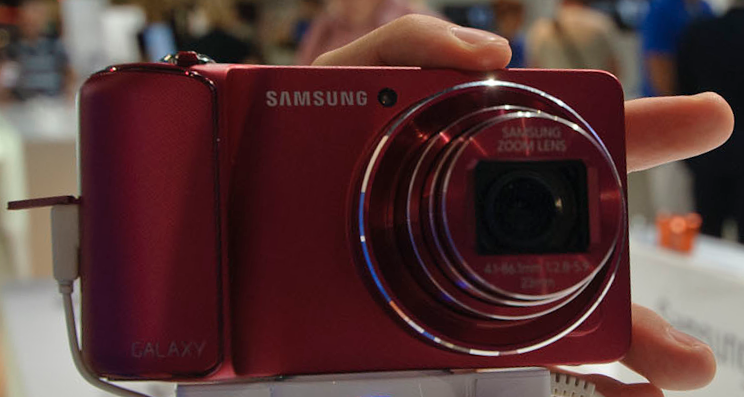
Galaxy Camera màu đỏ
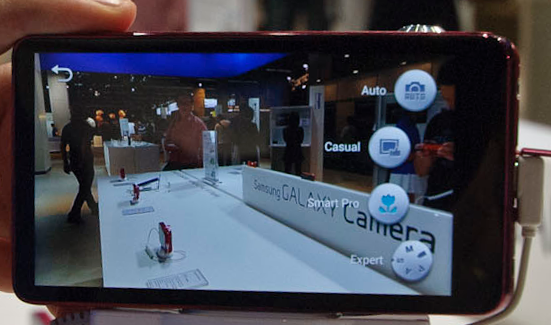
Màn hình Galaxy Camera